# Vasilij Borisov
Vasilij Borisov, född 12 december 1922 i Mayaki, död 21 augusti 2003, var en sovjetisk sportskytt.
Borisov blev olympisk guldmedaljör i gevär vid sommarspelen 1956 i Melbourne.